# José Fernandes
José Carlos Prates Neves Fernandes (Santarém, 30 oktober 1995) is een Portugees voormalig wielrenner die als beroepsrenner reed voor onder meer Burgos-BH.

## Carrière
In 2015 werd Fernandes nationaal kampioen tijdrijden bij de beloften, na een jaar eerder al tweede te zijn geworden. In 2017 won hij voor de tweede maal de nationale titel. Later dat jaar won hij de tweede etappe in de Ronde van Portugal van de Toekomst, waardoor hij de leiderstrui overnam van Cyril Barthe. Die leiderstrui verdedigde hij de overige twee etappes met succes, waardoor hij Wilson Rodríguez opvolgde als eindwinnaar. Drie dagen later werd hij achtste in de proloog van de Trofeo Joaquim Agostinho, die werd gewonnen door Andreas Vangstad. Na zes ritten eindigde hij op de vijfde plek in het algemeen klassement en bovenaan het jongerenklassement.
In 2018 maakte Fernandes de overstap naar W52-FC Porto. In maart van dat jaar werd hij, achter ploeggenoot Gustavo César, tweede in de tijdrit van de Ronde van Alentejo. In juli won hij het eindklassement van de Trofeo Joaquim Agostinho. Vanaf augustus liep hij stage bij Team EF Education First-Drapac p/b Cannondale. Hij deed met deze ploeg mee aan onder meer de Colorado Classic, Ronde van Groot-Brittannië en Milaan-Turijn. Hij kreeg uiteindelijk geen contract aangeboden.
Zijn profdebuut maakte Fernandes in 2019 bij het Spaanse Burgos-BH. Namens deze ploeg nam hij onder meer deel aan de Ronde van het Baskenland en de Clásica San Sebastián. Op het nationale kampioenschap tijdrijden werd hij vierde, op ruim een minuut van winnaar José Gonçalves. Fernandes sloot zijn seizoen af met een tweede plek in het eindklassement van de Ronde van China II.
Na twee seizoenen ging hij wederom rijden voor het Portugese W52-FC Porto waar hij twee seizoenen voor zou koersen. In 2022 was hij een van de renners die geschorst werd omdat hij verboden middelen in bezit had, net als groeihormonen. Meerdere andere renners van de ploeg zijn ook geschorst en de ploeg hield noodgedwongen op te bestaan.

## Overwinningen
2015
 Portugees kampioen tijdrijden, Beloften
2017
 Portugees kampioen tijdrijden, Beloften
2e etappe Ronde van Portugal van de Toekomst
Eindklassement Ronde van Portugal van de Toekomst
Jongerenklassement Trofeo Joaquim Agostinho
2018
Eind- en jongerenklassement Trofeo Joaquim Agostinho
2019
3e etappe Trofeo Joaquim Agostinho
Jongerenklassement Trofeo Joaquim Agostinho
2021
 Portugees kampioen op de weg, Elite

## Resultaten in voornaamste wedstrijden
|      | \| Jaar \| Clásica San Sebastián \| \| ---- \| --------------------- \| \| 2019 \| opgave \| |
| Jaar | Clásica San Sebastián                                                                        |
| 2019 | opgave                                                                                       |

## Ploegen
- 2018 –  W52-FC Porto
- 2018 –  Team EF Education First-Drapac p/b Cannondale (stagiair vanaf 1-8)
- 2019 –  Burgos-BH
- 2020 –  Burgos-BH
- 2021 –  W52-FC Porto
- 2022 –  W52-FC Porto (tot en met 15-7)

Alarcón · Caldeira · Carvalho · César · Fernandes · Ferreira · Fonte · Freitas · Mestre · Rodrigues · Sánchez · Vinhas
Breschel · Brown · Canty · Cardona · Carthy · S. Clarke · W. Clarke · Craddock · Docker · Dombrowski · Howes · Langeveld · Magnusson · Martínez · McLay · Modolo · Moreno · Owen · Phinney · Rolland · Scully · Urán · Van Asbroeck · Vanmarcke · Woods
Bico · Bol · Cabedo · Cubero · Ezquerra · Fernandes · Fuentes · Gibson · Langellotti · López · Madrazo · Mitri · Peñalver · Robredo · Rubio · Sessler · Sureda · Vilela